# ДС-2
ДС-2 (Днепропетровский спутник-2) — тип космического аппарата, разработанный в ОКБ-586 (ныне КБ «Южное»). Разработан после двух неудач с запусками спутника ДС-1, был в три раза легче, чем его погибшие предшественники, и не был оснащён какой-либо специальной аппаратурой. Был установлен лишь блок химических батарей и многоканальная радиостанция «Маяк», которая тем не менее позволила провести исследования атмосферы.

## Назначение
Задачей КА являлась:
- отработка ракеты-носителя 63С1 — измерение перегрузок на участке выведения;
- стартового комплекса на полигоне Капустин Яр «Маяк-2» — измерение вибрационных и тепловых нагрузок на комплекс в момент старта;
- изучение ионосферы Земли — исследование прохождения радиоволн в верхних слоях атмосферы.

Постановщиком экспериментов по исследованию ионосферы стал Институт земного магнетизма, ионосферы и распространения радиоволн
АН СССР (ныне Институт земного магнетизма, ионосферы и распространения радиоволн им. Н. В. Пушкова (ИЗМИРАН).

## Техническое описание
Внешне космический аппарат был схож с корпусом первого искусственного спутника Земли ПС-1. Корпус космического аппарата представлял собой металлическую сферу, состоящую из двух полусфер диаметром 800 мм. На нижней полусфере размещён блок химических батарей разработки Всесоюзного научно-исследовательского института источников тока (ныне НПО «Квант») и радиопередатчик «Маяк-02» Е-177-2. На наружной поверхности спутника установлены часовой механизм, предназначенный для выдачи команды на раскрытие ленточных антенн и антенно-фидерное устройство, состоящее из двух пар ленточных антенн, свёрнутых в катушки. Наружная поверхность космического аппарата была отполирована и частично окрашена краской для получения необходимых оптических коэффициентов для получения информации о полёте спутника.

## История запусков
Всего было запущено два космических аппарата типа ДС-2. Первая попытка в марте 1962 года прошла успешно и спутник получил обозначение «Космос-1». Вторая попытка запуска в декабре 1964 года из ШПУ оказалось неудачной вследствие разрушения головного обтекателя ракеты-носителя:
| № | Обозначение | Дата запуска | Межд. обознач. | Ракета-носитель | Параметры орбиты                                | Параметры орбиты                                | Параметры орбиты                                | Сведён с орбиты/разрушен                        |
| № | Обозначение | Дата запуска | Межд. обознач. | Ракета-носитель | Перигей, км                                     | Апогей, км                                      | Наклонение,°                                    | Сведён с орбиты/разрушен                        |
| - | ----------- | ------------ | -------------- | --------------- | ----------------------------------------------- | ----------------------------------------------- | ----------------------------------------------- | ----------------------------------------------- |
| 1 | Космос-1    | 16.03.1962   | 1962-008A      | 63С1            | 217,0                                           | 980,0                                           | 49,0                                            | 25.05.1962                                      |
| 2 | Не получил  | 01.12.1964   | —              | 63С1            | Авария РН из-за разрушения головного обтекателя | Авария РН из-за разрушения головного обтекателя | Авария РН из-за разрушения головного обтекателя | Авария РН из-за разрушения головного обтекателя |

## Результаты исследований
Впервые обнаружено наличие и определён диапазон крупномасштабных неоднородных образований в ионосфере, определены углы рефракции радиоволн. Были отработаны технологические решения, применённые в создании космического аппарата, а также при втором запуске, несмотря на неудачу, была отработана шахтная стартовая позиция.